# CALib
CALib（カリブ）は、Contents Application Library（コンテンツ・アプリケーション・ライブラリ）の略称で、株式会社ミップが開発し提供するコンテンツ管理システム (CMS) サービス。会員制ウェブサイト構築や行政関係ウェブサイトを手掛け培ったノウハウから生まれたCMSである。

## 歴史
- 2006年8月 - バージョン1.0をリリース。
- 2007年11月 - バージョン1.5をリリース。
- 2008年12月 - バージョン2.0をリリース。
- 2008年12月 - 診療所、病院、歯科医院向けのウェブサイト構築サービス「顔の見える診療所」をスタート。
- 2010年1月 - 買い物カゴモジュールをリリース。
- 2010年5月 - オークションモジュールと会員認証モジュールをリリース。
- 2010年9月 - Flash生成を行うFLASHモジュール、ファイル管理を行うファイルモジュールをリリース。

## 特徴
- リンク、イメージ、表、ピースといった素材データを各々その集合で管理し、それらを階層的に参照する事ができる。
- テンプレートやフォントスタイルといったデザイン要素もまた各々その集合で管理し、ウェブブラウザで編集する事ができる。
- WYSIWYGなCMSではなく、独自の記述（マークアップ）方法を採用しているが、入力支援や構成データ一覧による編集支援によって簡単に使用する事ができる。
- サイト構築を行う基本的な機能もすべてモジュールで提供されており、必要に応じて認証、お問合せ、ブログなどのウェブアプリケーションモジュールを使用することができる。
- 会員・管理者ユーザは、サークル構造や階層構造でグルーピングできる。またユーザ毎にIPアドレスによるログイン制限や有効期限の設定も行える。
- 角丸ボックススタイルもユニークな方法を採用しており、スタイルを変更するだけで角丸で囲まれたボックスで表示する事ができる。
- SaaS版では、ダイナコムウェアのフォント十数種類を採用しウェブサイトのタイトルなどで使用する文字画像の画像処理機能が追加された。

## ラインナップ
- CALibゼロ - SaaS版で提供されるサービスコース。機能拡張や有償モジュールを使用しなければ無料で使い続けられる。
- CALibライト = SaaS版で提供されるサービスコース。バーチャルホスト名での利用も可能らしい。
- CALibプラス - 独自ドメインが使用できる共有ホスティングで提供されるサービスコース。モジュールのカスタマイズにも対応。
- CALibプレミア - 独自ドメインが使用できる専用ホスティングで提供されるサービスコース。専用モジュールの開発も相談に応じてくれる。